# جيمس فرانكلين (مؤرخ)
جيمس فرانكلين (بالإنجليزية: James Franklin)‏ هو رياضياتي ومؤرخ وفيلسوف أسترالي، ولد في 1953.